# Broušení textilií
Broušení je mechanické zpracování povrchu plošných textilií. Broušením se na textilii tvoří velmi krátký, hustý, velurový vlas podobný sametu.
K broušení jsou vhodné bavlněné, směsové a umělovlákenné tkaniny, často se brousí také osnovní pleteniny z umělých vláken.

## Brousicí stroje

### Broušení "za sucha"
Většina strojů je konstruována k broušení tkanin za sucha. Látka se vede přes válce potažené smirkovým plátnem se zrněním odpovídajícím žádanému efektu. Obzvlášť hrubému broušení se říká smirkování a velmi jemnému pískování. Na některých strojích je instalováno více válců s navzájem nezávislým pohonem, takže se dá brousit jak proti tak po směru probíhajícího zboží.

### Broušení "za mokra"
je méně známé. Postup zpracování:
Broušení se provádí v závislosti na požadovaném výsledku před nebo po barvení textilie. 
Mokrá textilie se před broušením (zpravidla na napínacím rámu) napouští chemikáliemi, od jejichž složení jsou závislé vlastnosti výsledného zboží:
- Jestliže se tkanina napouští změkčovadly, zůstávají na povrchu poměrně dlouhá vlákna
- Napouštění silikonem způsobuje klouzavý omak hotové textilie
- Použití polyuretanu má za následek těžký, plný omak povrchu zboží

Potom následuje kalandrování a sušení na valše. 
Vlastní broušení se provádí v principu dvěma válci se zvláštním profilem potaženými diamantovým smirkovým plátnem. Válce jsou částečně ponořeny ve vaně s vodou a otáčejí se vzájemně v opačném směru.
Mokré broušení se dá provádět na tkaninách z téměř všech materiálů včetně mikrovlákna, na osnovní pleteninách i netkaných textiliích.

## Použití broušených textilií
Broušení se dá považovat za variantu počesávání, se kterým se kombinuje zejména při výrobě dyftýnu, velvetonu nebo broskvové kůže. Známé je také broušení simplexových pletenin při výrobě imitace semišové kůže. 
Některé surové tkaniny se brousí před zušlechťováním za účelem odstranění povrchních mechanických nečistot.